# توماس لينكولن
توماس لينكولن (بالإنجليزية:Thomas Lincoln) هو والد الرئيس الأمريكي السابق إبراهام لينكولن (ولد 6 يناير 1778 - 17 يناير 1851) .كان فلاح ونجار أمريكي على الرغم من أن توماس ينحدر من المتشددون الاستعماري والكويكرز، وقال انه كان كنيسة الشديدة من أعضاء المسيح. وخلافا لبعض أسلافه، يمكن أن توماس لم يكتب، لكنه كان المجتمع والكنيسة عضو محترم المعروف بصدقه. كافح لينكولن لجعل الناجحة لقمة العيش لعائلته والتقى تحديات كنتاكي النزاعات الحدودية العقارات، والموت المبكر من زوجته الأولى والتكامل من عائلة زوجته الثانية إلى عائلته قبل اتخاذ منزله النهائي في إلينوي.

## روابط خارجية
- Thomas Lincoln's restored home at the Lincoln Log Cabin State Historic Site.
- The Lincoln Family in Northern Hardin County at Radcliff / Ft. Knox Convention & Tourism Commission.